# Fuerza Estelar
Fuerza Estelar es un equipo ficticio de supervillanos que aparece en los cómics estadounidenses publicados por Marvel Comics. Su aspecto original fue en el cómic The Avengers # 346 lanzado en 1992, como parte de la historia de "Operación: Tormenta Galáctica". El equipo es un equipo Kree de individuos súper poderosos reunidos por la Inteligencia Suprema.
El equipo Fuerza Estelar aparece en la película de 2019 Capitana Marvel.

## Historial de publicaciones
Starforce apareció por primera vez en Avengers # 346 (abril de 1992), creado por el escritor Bob Harras y el artista Steve Epting. El equipo debutó durante la trama Operación Tormenta Galáctica y jugó un papel importante en la parte de la historia basada en Kree. Tras el resultado de esa historia, ahora bajo el control de los Shi'ar, se enfrentaron a Quasar, a Ella y Makkari, quienes habían viajado al mundo natal de Kree para ver si podían ayudar a los sobrevivientes.
El equipo reapareció en otras historias espaciales de Marvel, como Silver Surfer: Breakout, Blackwulf y durante la Aniquilación se exiliaron como traidores.

## Miembros
El equipo inicial fue:
- Capitán Atlas
- Doctora Minerva
- Ronan el Acusador
- Supremor
- Ultimus
- Korath el Perseguidor
- Shatterax

Después de su captura, la noble Shi'ar Deathbird se unió a ellos y luego dirigió al equipo tras la destrucción de Kree cuando fue puesta a cargo del antiguo imperio Kree.

## En otros medios
Fuerza Estelar aparece en la película de 2019, Capitana Marvel. Liderada por Yon-Rogg, esta versión del equipo está formada por Carol Danvers (entonces conocida como Vers), Korath, Minn-Erva, Att-Lass y Bron-Char. El grupo se ve por primera vez yendo al planeta Torfa para rescatar a un explorador Kree llamado Soh-Larr. Esto lleva a una emboscada de Skrull liderada por Talos que resulta en la captura de Vers. Cuando Vers se escapa a la Tierra y se pone en contacto con Yon-Rogg, la Fuerza Estelar se dirige a la Tierra. Tras una conversación con Talos y el descubrimiento de los refugiados Skrull que Mar-Vell ha escondido, la Fuerza Estelar llega y toma a los prisioneros Skrull, así como a Nick Fury y Maria Rambeau, y obliga a Vers, quien recuperó su memoria y descubrió la verdad de su identidad y la guerra de los Kree con los Skrulls, a una transmisión con la Inteligencia Suprema. Sin embargo, Danvers se libera y aniquila a la Fuerza Estelar mientras rescata a sus amigos y a los Skrulls.